# Bác Bạch
Bác Bạch (chữ Hán giản thể:博白县, bính âm:, Bóbái Xiàn, âm Hán Việt: Bác Bạch huyện) là một huyện thuộc địa cấp thị Ngọc Lâm, khu tự trị dân tộc Choang Quảng Tây, Cộng hòa Nhân dân Trung Hoa. Huyện Bác Bạch có diện tích 3.855 km², dân số năm 2001 của Bác Bạch là 1,4799 triệu người. Toàn huyện có 24 dân tộc: Hán, Choang, Dao, Miêu, Đồng, Mao Nam, Hồi, Kinh, Thủy v.v.

## Phân chia hành chính
Về mặt hành chính, huyện này được chia ra các đơn vị hành chính gồm 30 trấn và 3 hương với tổng cộng có 319 ủy thôn, 8.622 tiểu tổ thôn dân.
- Trấn: Bác Bạch, Á Sơn, Tam Than, Tam Dục (có thể hợp nhất cùng hương Kính Khẩu thành trấn Kính Khẩu), Song Phượng, Lục Châu (có thể hợp nhất vào trấn Bác Bạch), Thủy Minh, Đại Lợi (có thể hợp nhất vào trấn Thủy Minh), Vĩnh An, Na Lâm, Giang Ninh, Sa Hà, Đông Bình, Tùng Vượng, Long Đàm, Song Vượng, Sa Pha, Na Bặc, Đại Đồng, Tân Điền, Phượng Sơn, Văn Địa, Ninh Đàm, Vượng Mậu, Hợp Giang (có thể hợp nhất vào trấn Đông Bình), Đốn Cốc, Đại Bá, Hoàng Lăng, Lăng Giác, Anh Kiều.
- Hương: Kính Khẩu (có thể hợp nhất cùng trấn Tam Dục thành trấn Kính Khẩu), Lãng Bình (có thể đổi thành trấn), Tam Giang (có thể hợp nhất vào trấn Văn Địa).